# Sistani-folket
Sistani-folket (historiskt också kallat "Sekzai"), är en etnisk grupp med iranskt ursprung som huvudsakligen bor i regionen  Sistan och Baluchistan i sydöstra Iran och historiskt i sydvästra Afghanistan. Deras språk är farsi med dialekten sistani.

## Etymologi
Sistani tog sitt namn från Sekastan ("Land of Saka"). Sakas var en skytisk stam som migrerade till den iranska platån. Det äldre gammalpersiska namnet på regionen - före Saka-herraväldet - var Zaranka eller Drangiana ("Vattenland").

## Ursprung
Sistanierna härstammar från skyterna, som var den sista gruppen av arier att komma till Iran år 128 f.Kr. Sistanierna är överlevande från de skytiska stammarna.
Genetiska studier visar att Sistani har en gemensam genpool med perserna i Yazd- och Fars-provinserna.

## Utbredning
Sistani bor i de centrala och norra delarna av provinsen Sistan och Baluchistan. Under de senaste decennierna har de, på grund av politiska och klimatiska skäl, migrerat till olika regioner i Iran, som Teheran och Golestan i norra Iran. Enligt obekräftade rapporter kan andelen sistanier i provinserna Sistan och Baluchistan nå 40–50% som ett resultat av migrationen av sistanier till Teheran och Golestan som skett under de senaste decennierna.

## Religion
De flesta sistani ansluter sig till shiism. 

## Språk
Förr talade folket i Sistan mellanpersiska dialekter som parthisk pahlavi, mellanpersisk (sasanian pahlavi) och nu talar de en dialekt av persiska som kallas sistani.